# Clayton Snyder
Clayton Snyder (ur. 9 września 1987 w Seal Beach, Kalifornia, USA) – amerykański aktor, który grał Ethana Crafta w serialu Lizzie McGuire i w filmie Lizzie McGuire. Ma dwóch braci – Douga i Devina.

## Filmografia
- Lizzie McGuire (2001–2004) jako Ethan Craft
- Lizzie McGuire (2003) jako Ethan Craft
- Hilary’s Roman Adventure (2004) jako on sam